# Modulo (algebra)
In matematica, un modulo è una struttura algebrica che generalizza il concetto di spazio vettoriale richiedendo che gli scalari non costituiscano un campo ma un anello: un modulo su un anello A è quindi un gruppo abeliano M su cui è definita un'operazione che associa ad ogni elemento di A e ad ogni elemento di M un nuovo elemento di M.
Nonostante la definizione molto simile, i moduli possono avere proprietà radicalmente diverse da quelle degli spazi vettoriali: ad esempio, non tutti i moduli possiedono una base, e quindi non è possibile definire una dimensione che li caratterizzi. Capire quali proprietà degli spazi vettoriali siano valide anche per i moduli - e sotto quali ipotesi sull'anello A - è parte integrante della teoria dei moduli.
La nozione di modulo è centrale nell'algebra commutativa e nell'algebra omologica, e forma la base della teoria delle rappresentazioni dei gruppi; è inoltre usata nella geometria algebrica e nella topologia algebrica.

## Definizione
Sia A un anello. Un A-modulo sinistro M è un gruppo abeliano {\displaystyle (M,+)} su cui è definita un'operazione {\displaystyle A\times M\mapsto M} tale che
1. {\displaystyle a(v+w)=av+aw} per ogni {\displaystyle a\in A,~v,w\in M};
2. {\displaystyle (a+b)v=av+bv} per ogni {\displaystyle a,b\in A,~v\in M};
3. {\displaystyle (ab)v=a(bv)} per ogni {\displaystyle a,b\in A,~v\in M}.

Analogamente, A-modulo destro è un M su cui è definita un'operazione {\displaystyle M\times A\mapsto M} su cui valgono analoghi assiomi, ma in cui a e b sono scritti a destra degli elementi di M; mentre stando soltanto alle prime due proprietà le due strutture differiscono solo per una diversa convenzione di scrittura (l'ordine dei fattori nell'operazione), nella terza si mostra una differenza reale fra loro, in quanto {\displaystyle ab} non è, in generale, uguale a {\displaystyle ba}. Se l'anello A è commutativo, allora i concetti di modulo destro e sinistro coincidono, nel senso che sono una variante di scrittura l'uno dell'altro (e perciò sono isomorfi).
Se M è contemporaneamente un A-modulo destro e sinistro, e se le due moltiplicazioni sono compatibili (ovvero se vale
{\displaystyle (av)b=a(vb)}
per ogni {\displaystyle a,b\in A,~v\in M}) allora M è detto bimodulo (o modulo bilatero); tale struttura può essere generalizzata nel caso in cui la moltiplicazione destra e sinistra avviene in due anelli diversi, ovvero se M è un A-modulo sinistro e un B-modulo destro e le due moltiplicazioni sono compatibili: in tal caso si parla di {\displaystyle (A,B)}-bimodulo.
Se l'anello è unitario, si richiede generalmente che anche l'unità sia compatibile con la struttura di modulo, nel senso che
{\displaystyle 1v=v} per ogni {\displaystyle v\in M}.
Qualora si voglia sottolineare questo assioma, si parla di modulo unitario; in generale, tuttavia, quando l'anello è unitario si assume automaticamente che anche il modulo lo sia.
Un modo alternativo di vedere la definizione è attraverso la nozione di azione: per un fissato elemento {\displaystyle a\in A}, l'applicazione {\displaystyle \mu _{a}:M\longrightarrow M} tale che {\displaystyle \mu _{a}(v)=av} è un omomorfismo di M in sé stesso, e di conseguenza (usando il secondo e il terzo assioma di modulo) l'applicazione che associa ad ogni {\displaystyle a\in A} la moltiplicazione {\displaystyle \mu _{a}} è un omomorfismo di anelli tra A e l'insieme {\displaystyle End(M)} degli endomorfismi di M. Questa osservazione costituisce il ponte tra la teoria dei moduli e la teoria delle rappresentazioni, che studia le azioni dei gruppi sugli spazi vettoriali, o equivalentemente le azioni di anello delle corrispondenti algebre di gruppo.

## Esempi
- Quando l'anello A è un campo, il modulo (bilatero grazie alla commutatività dei campi) risulta essere uno spazio vettoriale.
- Un gruppo abeliano può essere considerato come modulo sull'anello degli interi, cioè come {\displaystyle \mathbb {Z} }-modulo, in un modo unico: per ogni generico x del gruppo e per ogni n intero positivo basta definire {\displaystyle nx} come la somma di n repliche dell'elemento x, definendo naturalmente {\displaystyle 0x=0} e {\displaystyle (-n)x=-(nx)}. La teoria dei gruppi abeliani si può estendere in maniera naturale ai moduli sopra domini ad ideali principali.
- Un ideale sinistro di un anello A è naturalmente un A-modulo sinistro, e analogamente un ideale destro è un A-modulo destro.
- Se A è un generico anello e n è un numero naturale, allora il prodotto cartesiano {\displaystyle A^{n}}, dotato della moltiplicazione componente per componente, è un modulo (sia destro che sinistro) su A. In particolare quando n = 1, A stesso è un A-modulo, in cui la moltiplicazione per scalare è la moltiplicazione dell'anello.
- Se S è un insieme non vuoto, M è un A-modulo sinistro, e {\displaystyle M^{S}} è la famiglia di tutte le funzioni {\displaystyle f:S\longrightarrow M}, allora {\displaystyle M^{S}} può essere reso un A-modulo sinistro definendo l'addizione termine a termine ({\displaystyle (f+g)(s)=f(s)+g(s)}) e la moltiplicazione attraverso la distributività ({\displaystyle (rf)(s)=r(f(s))}).

## Sottomoduli, omomorfismi e quozienti
Per i moduli, così come per le altre struttura algebriche come i gruppi e gli anelli, è possibile dare le definizioni di sottostruttura e di omomorfismo. Le definizioni sono date nel caso di A-moduli sinistri; definizioni simmetriche valgono anche nel caso di moduli destri.
Un sottogruppo N di M (come gruppo abeliano) che è stabile per moltiplicazione scalare (ovvero tale che {\displaystyle av\in N} per ogni {\displaystyle v\in N}) è detto sottomodulo di M; in altri termini, un sottomodulo di M è un sottoinsieme N che è esso stesso un A-modulo (con le stesse operazioni di M). L'intersezione {\displaystyle N_{1}\cap N_{2}} e la somma {\displaystyle N_{1}+N_{2}=\{v+w|v\in N_{1},~w\in N_{2}\}} di sottomoduli di M sono ancora sottomoduli; tali operazioni possono essere estese a qualunque insieme (anche infinito) di sottomoduli.
Dato un modulo M e un suo sottomodulo N, il loro quoziente come moduli {\displaystyle M/N} coincide con il loro quoziente come gruppi abeliani; l'insieme {\displaystyle M/N} eredita, inoltre, una struttura di A-modulo. In particolare, poiché gli ideali (bilateri) I di A sono A-moduli, anche i quozienti (come anello) {\displaystyle A/I} sono A-moduli.
Un omomorfismo di moduli è un omomorfismo di gruppi abeliani {\displaystyle f:M_{1}\longrightarrow M_{2}} che rispetta anche la struttura di modulo, nel senso che {\displaystyle a\cdot f(v)=f(av)} per ogni {\displaystyle a\in A}, {\displaystyle v\in M}. L'insieme degli elementi di {\displaystyle M_{1}} la cui immagine è 0 forma un sottomodulo, detto nucleo dell'omomorfismo; i teoremi di isomorfismo validi per i gruppi si trasferiscono immediatamente al caso dei moduli.
L'insieme degli omomorfismi tra due A-moduli M ed N è esso stesso un A-modulo, indicato con {\displaystyle Hom(M,N)} (oppure {\displaystyle Hom_{A}(M,N)} se è necessario chiarire quale sia l'anello base), definendo le operazioni come
- {\displaystyle (f+g)(v)=f(v)+g(v)} e
- {\displaystyle (af)(v)=a(f(v))}.

Per ogni A-modulo M si ha un isomorfismo canonico {\displaystyle M\simeq Hom(A,M)}.
Un omomorfismo di A-moduli {\displaystyle \phi :M_{1}\longrightarrow M_{2}} induce, per ogni A-modulo, gli omomorfismi
{\displaystyle \phi ^{*}:Hom(M_{2},N)\longrightarrow Hom(M_{1},N)}, in cui {\displaystyle \phi ^{*}(f)=f\circ \phi } e
{\displaystyle \phi _{*}:Hom(N,M_{1})\longrightarrow Hom(N,M_{2})}, in cui {\displaystyle \phi _{*}(g)=\phi \circ g}.
Nei termini della teoria delle categorie, questo esprime il fatto che, ad N fissato, l'applicazione {\displaystyle M\mapsto Hom(M,N)} è un funtore controvariante dalla categoria degli A-moduli a quella dei gruppi abeliani, mentre l'applicazione {\displaystyle M\mapsto Hom(N,M)} è un funtore covariante.

## Generatori, indipendenza lineare e basi
Una delle maggiori differenze tra la teoria degli spazi vettoriali e quella dei moduli consiste nel fatto che non tutti i moduli hanno una base.
È sempre possibile trovare, dato un modulo M, un insieme di elementi che lo genera: un esempio è l'intero M. Se M può essere generato da un numero finito di elementi, è detto finitamente generato; ad esempio, l'anello A è un A-modulo finitamente generato, perché l'elemento 1 lo genera. Da questo segue anche che, in generale, un sottomodulo di un modulo finitamente generato non è necessariamente finitamente generato: un esempio sono gli ideali non finitamente generati di un anello A non noetheriano. Un concetto più forte è quello di modulo finitamente presentato, ovvero un modulo che può essere scritto come quoziente {\displaystyle A^{n}/N}, dove N è un sottomodulo finitamente generato di {\displaystyle A^{n}}.
Tuttavia, non sempre è possibile trovare un insieme di generatori linearmente indipendente, ed anzi esistono moduli non nulli in cui nessun elemento è linearmente indipendente: ad esempio, se A è un anello e I un suo ideale, allora nessun elemento di {\displaystyle A/I} è linearmente indipendente, in quanto {\displaystyle iv=0} per ogni {\displaystyle i\in I\subseteq A} e per ogni {\displaystyle v\in A/I}.
Nel caso in cui una base (ovvero un insieme di generatori linearmente indipendente) esista, il modulo è detto libero; quando questo avviene, il modulo è isomorfo alla somma diretta di un numero di copie uguale alla cardinalità della sua base e, se questo è finito e uguale ad n, al modulo {\displaystyle A^{n}}. In generale, questo numero n non è unico: possono cioè esserci casi in cui i moduli {\displaystyle A^{n}} ed {\displaystyle A^{m}} sono isomorfi, sebbene n ed m siano diversi. Questo non può avvenire se A è commutativo oppure se è noetheriano; in tal caso, n viene detto rango del modulo libero.
Nel caso degli spazi vettoriali (ovvero quando A è un campo), tutti i moduli hanno una base, ovvero tutti i moduli sono liberi; in virtù dell'esempio precedente, segue anche che se tutti gli A-moduli sono liberi, allora A è un corpo. In questo caso, il rango coincide con la dimensione dello spazio vettoriale.

## Decomponibilità
Un modulo che è privo di sottomoduli non banali (cioè {\displaystyle \{0\}} e il modulo stesso) è detto semplice mentre, nel caso in cui possa essere scritto come somma diretta di moduli semplici, è detto semisemplice. Mentre tutti gli spazi vettoriali sono semisemplici (possono sempre essere scritti come somma diretta di sottospazi di dimensione 1), così come tutti i moduli liberi, in generale esistono moduli che posseggono sottomoduli non banali, ma non possono essere scritti come somma diretta di due suoi sottomoduli: essi sono detti indecomponibili. Tutti i moduli semplici sono indecomponibili, ma non viceversa: ad esempio, se {\displaystyle p} è un numero primo, lo {\displaystyle \mathbb {Z} }-modulo {\displaystyle \mathbb {Z} /p^{2}\mathbb {Z} } non è semplice, in quanto contiene il sottomodulo {\displaystyle p\mathbb {Z} /p^{2}\mathbb {Z} =\{0,p,2p,\ldots ,(p-1)p\}}, che è il suo unico sottomodulo non banale; di conseguenza, {\displaystyle \mathbb {Z} /p^{2}\mathbb {Z} } è indecomponibile ma non semplice.
Se tutti gli {\displaystyle A}-moduli sono semisemplici, {\displaystyle A} stesso è detto (anello) semisemplice; una condizione sufficiente perché questo avvenga è che {\displaystyle A} sia semisemplice come {\displaystyle A}-modulo. Un caso di grande importanza per la teoria delle rappresentazioni è il teorema di Maschke: se {\displaystyle G} è un gruppo finito e {\displaystyle k} è un campo algebricamente chiuso, allora l'algebra di gruppo {\displaystyle k[G]} è semisemplice se e solo se la caratteristica di {\displaystyle k} non divide l'ordine di {\displaystyle G}.
È possibile anche affrontare il problema di stabilire una decomposizione "canonica" dei moduli su un anello non semisemplice, anche se in tal caso non tutti gli addendi possono essere semplici; un caso generale è dato dalla decomposizione in sottomoduli indecomponibili, che è possibile se la lunghezza del modulo è finita (teorema di Krull-Schmidt). Nel caso dei domini ad ideali principali (PID), si ottiene per i moduli finitamente generati una classificazione analoga a quella dei gruppi abeliani finitamente generati: se {\displaystyle A} è un PID e {\displaystyle M} un {\displaystyle A}-modulo finitamente generato, allora
{\displaystyle M\simeq A^{k}\oplus A/(q_{1})\oplus A/(q_{2})\oplus \cdots \oplus A/(q_{n}),}
dove i {\displaystyle q_{i}} sono potenze di elementi primi di {\displaystyle A}. Una conseguenza di questa classificazione è l'esistenza della forma canonica di Jordan per applicazioni lineari su uno spazio vettoriale su un campo algebricamente chiuso.